# Dinosaurs for Hire (jeu vidéo)
Pour les articles homonymes, voir Dinosaur.
Dinosaurs for Hire est un jeu vidéo d'action de type run and gun développé et édité par la société Sega sur Mega Drive en 1993. Il est tiré du comic Dinosaurs for Hire de Tom Mason.